# Auliscomys sublimis
Auliscomys sublimis, denominado comúnmente pericote de la puna o ratón orejón sublime, es una especie de roedor del género Auliscomys de la familia Cricetidae. Habita en el centro-oeste de Sudamérica.

## Taxonomía
Esta especie fue descrita originalmente en el año 1900 por el zoólogo británico Oldfield Thomas con el nombre de Phyllotis sublimis.

## Distribución geográfica
Se encuentra en zonas montañosas de la Argentina, Bolivia, Chile y Perú.

## Conservación
Según la organización internacional dedicada a la conservación de los recursos naturales Unión Internacional para la Conservación de la Naturaleza (IUCN), al no poseer mayores peligros y vivir en algunas áreas protegidas, la clasificó como una especie bajo “preocupación menor” en su obra: Lista Roja de Especies Amenazadas.